# سابمارینو (نوشیدنی)
ساب مارینو (submarino) (به معنی "زیر دریایی" در اسپانیایی) یک نوشیدنی سنتی در آرژانتین و اروگوئه است. این نوشیدنی شامل یک نوار شکلات تیره‌رنگ است که درون یک لیوان شیر داغ ذوب می‌شود و با یک قاشق بلند (شبیه قاشق چای سرد) مخلوط می‌شود تا وقتی که شکلات به‌طور کامل در شیر حل شود.
ساب مارینو معمولاً در زمستان وبه طور سنتی در یک لیوان بلند شیشه‌ای با پایه فلزی سرو می‌شود. پایه لیوان به نحوی طراحی شده که بتوان آن را به راحتی بدون سوختن در دست گرفت. ساب مارینو کاملاً داغ سرو می‌شود تا شکلات به راحتی در آن ذوب شود.
تصاویر زیر طرز تهیه ساب مارینو به روش سنتی را نشان می‌دهد:

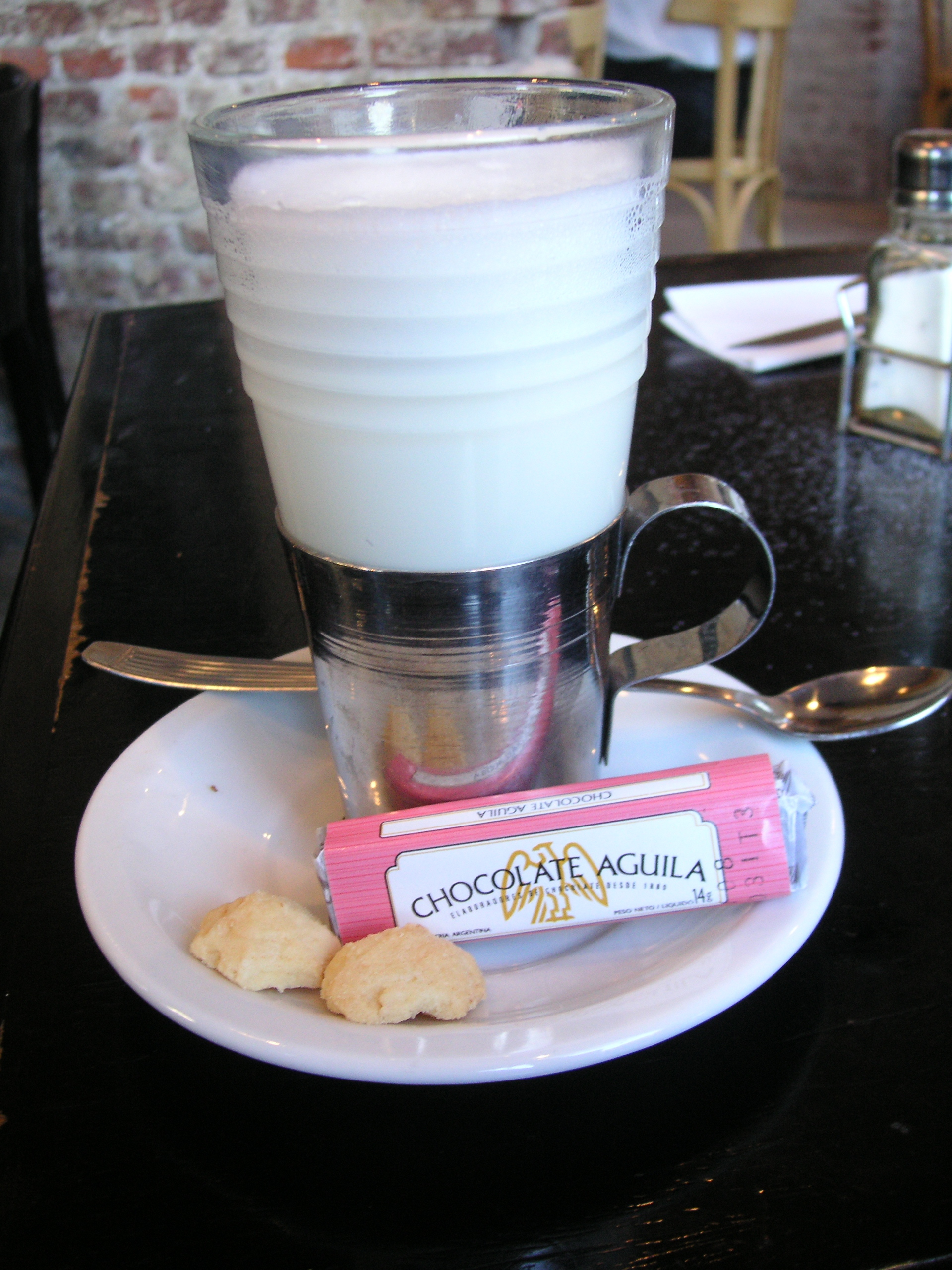
مرحله ۱: یک فنجان شیر گرم همراه یک شکلات برا سرو می‌شود.
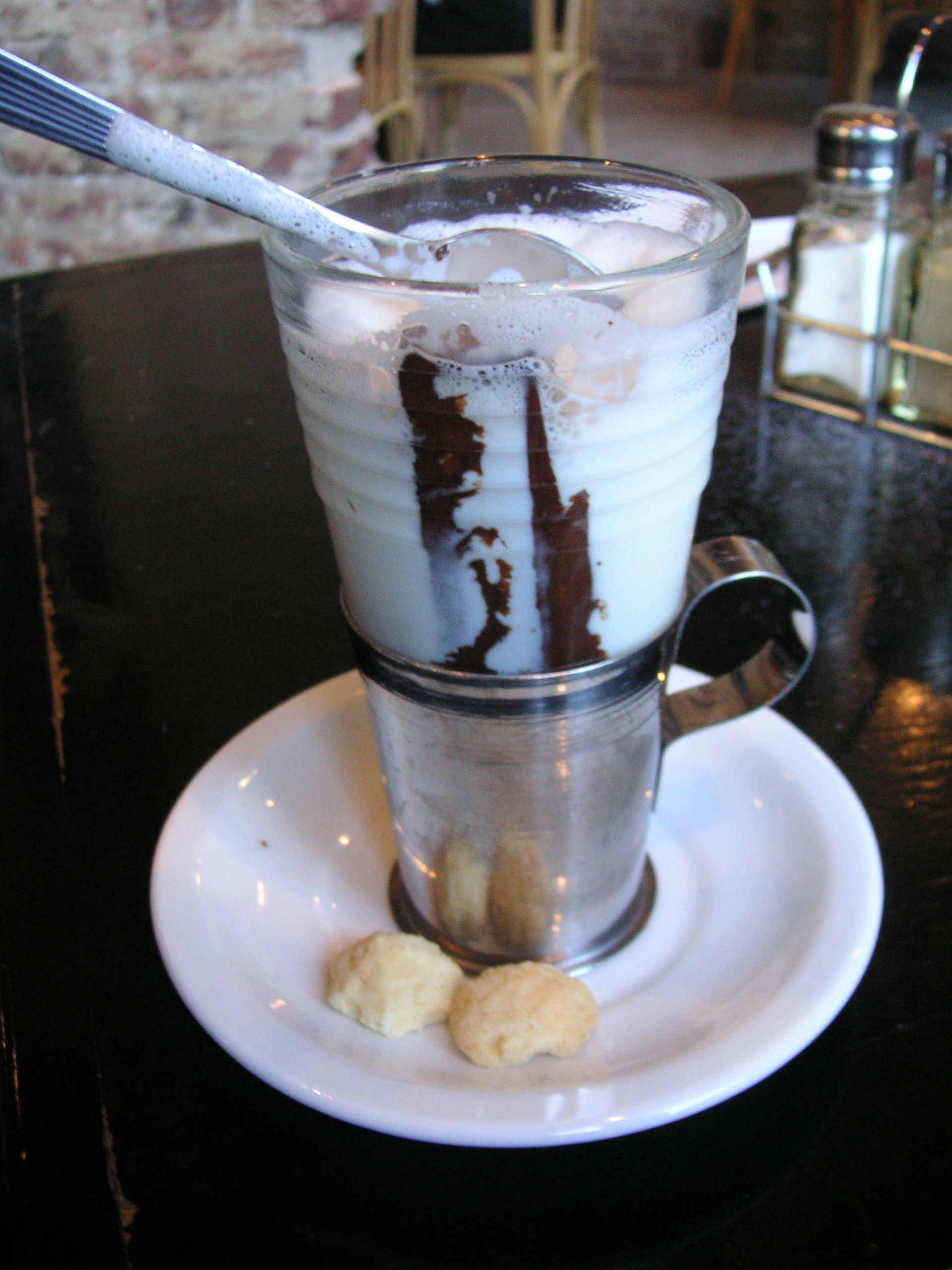
مرحله ۲: شکلات به صورت قطره‌ای در شیر حل می‌شود.
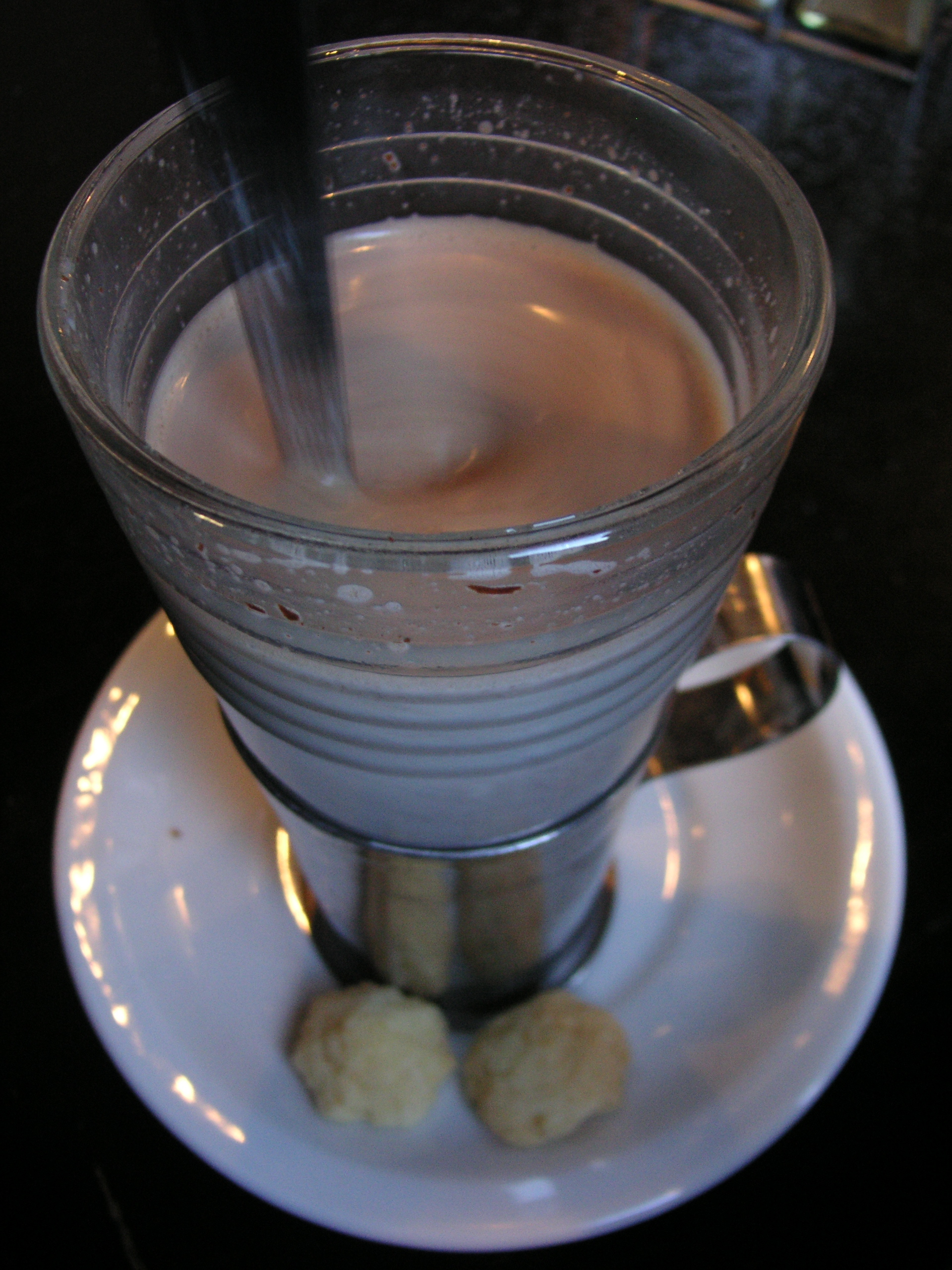
مرحله ۳: با قاشق بلند شیر و شکلات کاملا هم زده می‌شود.
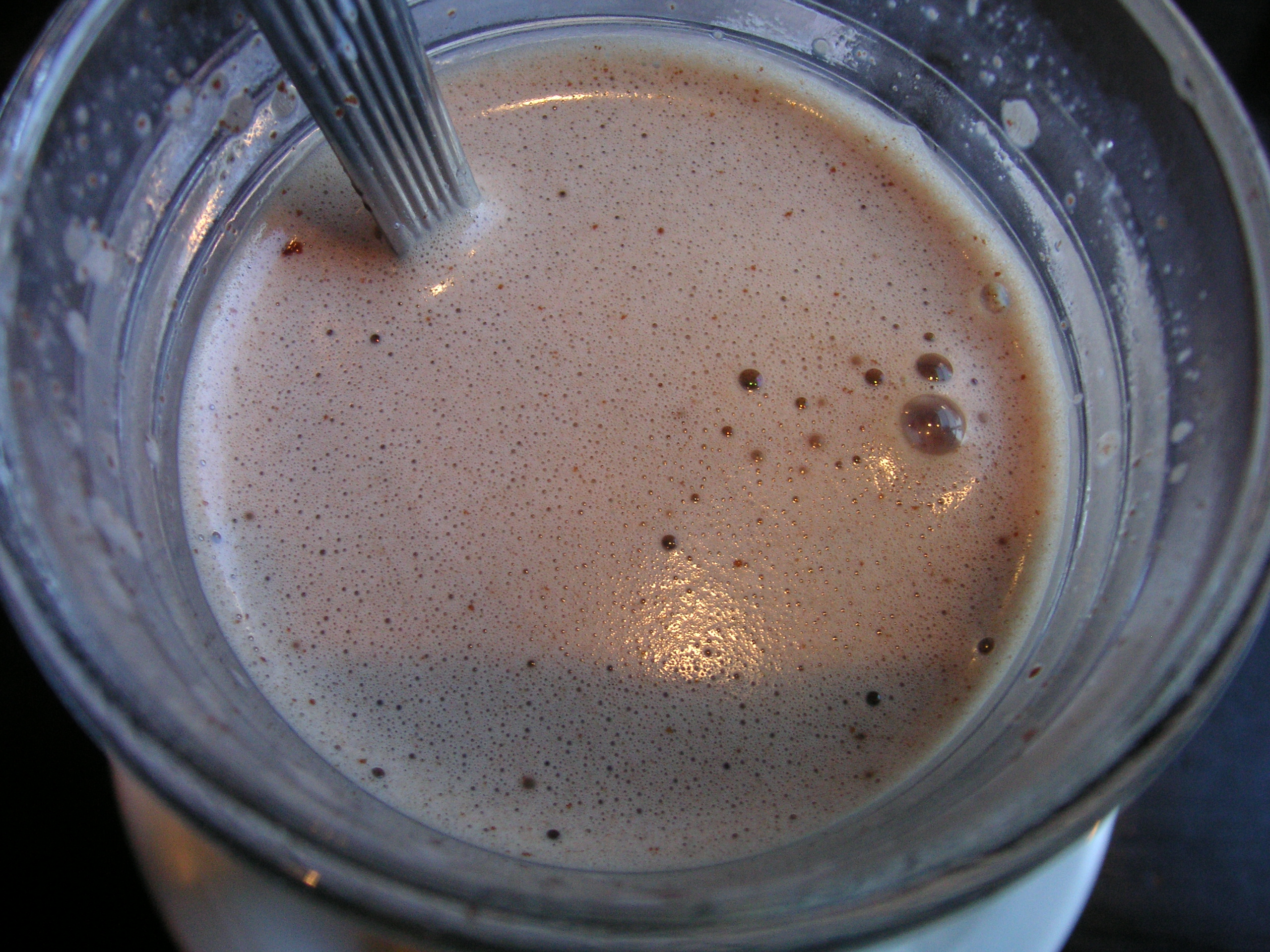
گام ۴: پس از تشکیل حباب بر سطح شیر ساب مارینو آماده نوشیدن است.